# The Ghost of the Hacienda
The Ghost of the Hacienda è un cortometraggio muto del 1913 diretto da Thomas Ricketts.

## Produzione
Il film fu prodotto dall'American Film Manufacturing Company (come Flying A).

## Distribuzione
Distribuito dalla Mutual Film, il film - un cortometraggio in due bobine - uscì nelle sale cinematografiche USA il 22 settembre 1913.